# 民主化のための全国教授協議会
民主化のための全国教授協議会（みんしゅかのためのぜんこくきょうじゅきょうぎかい）は、1980年代の韓国における民主化運動に賛同し参加した大学教授による社会運動団体である。略称は「民教協」。

## 設立の経緯と目的
軍事独裁政権（全斗煥政権）に対する抗議活動が最高潮を迎えた1987年7月21日に、時局宣言などの活動で民主化運動を支援してきた大学教授達による大衆運動組織として、発足した（当初は、6月26日に発足する予定であったが、官憲によって妨害されたため延期されていた）。発足式で「学問の自由と大学の自治が社会の民主化と表裏関係にあることを直視し、両者の同時的達成のために共同で努めること」を明らかにして民教協を発足させた。
民教協の創立当初から「社会と教育（大学）の民主化」の目的に沿って、社会と大学の民主化を求める声明や、学問及び思想そして出版の自由のための公聴会、民主化に逆行する諸般の悪法に対する反対運動に対する指導的役割を専門家の立場から果たしてきた。
1989年5月には「教職員労組創設汎国民支援会」に加入し、活動を積極的に行ってきただけでなく、同じ年に結成された「全国教職員労働組合」（全教組）に加入し、大学委員会を構成して小中学校の教員と大学教員との橋渡しの役割も担った。団体の構成員を既存の正規職教授からすべての学術研究者に拡大しようと2019年6月26日に名称を「民主平等社会のための全国教授研究者協議会」に変更した。

## これまでの主要な活動
- 大学改革方策の模索
- 新しい大学文化のための模索と教育の解放
- 世界化時代に合う大学モデルの開発
- 私立学校法の改定推進
- 政策提案（教育／政治／労動／経済など、社会全般に大学改革を促求する政策）
- 事案別声明発表

出所：在日韓国民主人権協議会編『韓国NGO100データブック』みずのさわ出版